# Bánhidy család
A simándi nemes és báró Bánhidy család egy XVIII. századi eredetű magyar nemesi család.

## Története
A Bánhidyak jobbágy ősei Nyitra vármegye területéről származtak, a család első ismert tagjai Ferenc és György testvérek, akiket 1718-ban a nyitrai káptalan felmentett a jobbágyi kötelezettségeik alól. Még abban az évben, 1718. december 4-én III. Károly nemesi rangra emelte őket a Rákóczi-szabadságharc alatt tanúsított lojalitásukért. A nemességet szerző Ferenc két fia vitte tovább a család nevét, József a későbbi bárói ágat, míg Gáspár a köznemesi ágat alapította. József unokája, Antal, Arad vármegye főszolgabírája, majd alispánja volt, 1840-ben királyi tanácsos lett, 1859-ben osztrák birodalmi báróságot is kapott érdemeiért. Ezt a bárói címet Antal legidősebb fia, Albert nevére 1875-ben Magyarországra is kiterjesztették. Albert Csanád vármegye főszolgabírája, később pedig alispánja is volt. Az 1843-as pozsonyi országgyűlésen és 1848-ban pesten is képviselősködött, 1865-ben pedig vármegyéje főispánjává nevezték ki. A család talán legkiválóbb tagja Béla politikus és újságíró volt. A bárói ág sajnálatosan Bánhidy Antallal 1929-ben kihalt.

## Címere
Kempelen Bélánál ez olvasható a Bánhidyak címeréről:
Czímer: kék paizsban zöld halmon egyszarvu mellső lábaival a gyepbe tüzött s csucsán megkoszoruzott aranyos lándzsát tart; a paizs jobb alsó részében nap, bal felső szögletében hold;  sisakdisz: három fehér toll; takarók: vörös-ezüst, kék-arany.